# Clelimyia paradoxa
Clelimyia paradoxa är en tvåvingeart som beskrevs av Herting 1981. Clelimyia paradoxa ingår i släktet Clelimyia och familjen parasitflugor. Inga underarter finns listade i Catalogue of Life.